# Џеромсвил (Охајо)
Џеромсвил (енгл. Jeromesville) град је у америчкој савезној држави Охајо.

## Демографија
По попису из 2010. године број становника је 562, што је 84 (17,6%) становника више него 2000. године.
| Група             | 2000.       | 2010.       |
| Белци             | 458 (95,8%) | 556 (98,9%) |
| Афроамериканци    | 2 (0,4%)    | 0 (0,0%)    |
| Азијати           | 0 (0,0%)    | 0 (0,0%)    |
| Хиспаноамериканци | 11 (2,3%)   | 6 (1,1%)    |
| Укупно            | 478         | 562         |